# Merita
Merita ist eine kleine, nur aus wenigen Häusern bestehende Siedlung im Far North District der Region Northland auf der Nordinsel von Neuseeland.

## Geographie
Die Siedlung befindet sich rund 25 km nordöstlich von Awanui im nordöstlichen Teil der Karikari Peninsula. Die nordwestlich liegende Bucht Karikari Moana und die südlich befindliche Doubtless Bay liegen nur wenige Kilometer von der Siedlung entfernt. Anschluss an das Straßensystem der New Zealand State Highways hat die Siedlung lediglich über den knapp 20 Straßenkilometer südlich gelegenen New Zealand State Highway 10.